# Puchar Azji U-17 w Piłce Nożnej Kobiet 2024
Puchar Azji U-17 w Piłce Nożnej Kobiet 2024 – dziewiąty turniej Pucharu Azji U-17. Po raz pierwszy wydarzenie to rozgrywane było w Indonezji. Rozpoczęło się ono 6 maja, a zakończyło 19 maja 2024 roku.
W turnieju mogły wystąpić jedynie zawodniczki, które nie ukończyły 17 roku życia. Turniej stanowił jednocześnie kwalifikacje do Mistrzostw Świata U-17 w Piłce Nożnej Kobiet 2024 na Dominikanie.
Tytuł zdobyły piłkarki Korei Północnej, które pokonały Japonki w finale 1:0.

## Zakwalifikowane zespoły
Do finałowego turnieju zakwalifikowało się 8 drużyn. Oprócz Indonezji, która ma zapewniony start jako gospodarz, oraz 3 najlepszych zespołów z poprzedniej edycji, 3 inne zespoły uzyskały kwalifikację poprzez eliminacje.
| Reprezentacja         | Sposób kwalifikacji | Ostatni występ | Najlepszy wynik                      | Wynik        |
| --------------------- | ------------------- | -------------- | ------------------------------------ | ------------ |
| Indonezja U-17        | gospodarz           | 2005           | Faza Grupowa (2005)                  | Faza grupowa |
| Japonia U-17          | Mistrzostwo (2019)  | 2019           | Mistrzostwo (2005, 2011, 2013, 2019) | II miejsce   |
| Korea Północna U-17   | II miejsce (2019)   | 2019           | Mistrzostwo (2007, 2015, 2017)       | Mistrz       |
| Chiny U-17            | III miejsce (2019)  | 2019           | II miejsce (2005)                    | IV miejsce   |
| Korea Południowa U-17 | Zwycięzca Grupy A   | 2019           | Mistrzostwo (2009)                   | III miejsce  |
| Tajlandia U-17        | Zwycięzca Grupy B   | 2019           | III miejsce (2005)                   | Faza grupowa |
| Australia U-17        | Wicemistrz Grupy A  | 2019           | IV miejsce (2019)                    | Faza grupowa |
| Filipiny U-17         | Wicemistrz Grupy B  | debiutantki    | debiutantki                          | Faza grupowa |

## Losowanie
Losowanie grup turnieju odbyło się 7 marca 2024.
| Koszyk I       | Koszyk II           | Koszyk III            | Koszyk IV      |
| -------------- | ------------------- | --------------------- | -------------- |
| Indonezja U-17 | Korea Północna U-17 | Australia U-17        | Tajlandia U-17 |
| Japonia U-17   | Chiny U-17          | Korea Południowa U-17 | Filipiny U-17  |

## Miasta i stadiony
Dwa stadiony w jedynym mieście są gospodarzami turnieju.
| Gianyar                      | Gianyar                        |
| ---------------------------- | ------------------------------ |
| Stadion Kapten I Wayan Dipta | Training Centre Bali United FC |
| Pojemność: 25 000            | Pojemność: 600                 |
|                              |                                |
| Gianyar                      |                                |

## Kwalifikacje
W kwalifikacjach brało udział 29 reprezentacji (z czego 5 się wycofało - w tym gospodarz Indonezja z zapewnionym awansem i ostatecznie grały 24 zespoły), podzielonych na osiem grup trzydrużynowych. Zwycięzca każdej grupy awansował do drugiej rundy eliminacyjnej. Po dwie najlepsze drużyny z dwóch grup drugiej rundy awansowały do turnieju finałowego.
W eliminacjach nie brały również udziału trzy najlepsze drużyny z poprzedniej edycji, które uzyskały awans automatycznie - Japonia, Korea Północna i Chiny.

## Faza grupowa
Na podstawie:
Legenda
|  | Awans do fazy pucharowej. |

Gdy dwie lub więcej drużyn zakończy fazę grupową z taką samą liczbą punktów, o kolejności w tabeli decyduje:
1. bilans bramkowy
2. liczba goli zdobytych w fazie grupowej;
3. punkty zdobyte w meczach pomiędzy danymi drużynami;
4. różnica bramek w meczach pomiędzy danymi drużynami;
5. zdobyte bramki w meczach pomiędzy danymi drużynami;
6. klasyfikacja fair play;
7. losowanie.

### Grupa A
| Lp. | Drużyna               | M | Mecze | Mecze | Mecze | Bramki | Bramki | Bramki | Pkt |
| Lp. | Drużyna               | M | W     | R     | P     | +      | −      | +/−    | Pkt |
| --- | --------------------- | - | ----- | ----- | ----- | ------ | ------ | ------ | --- |
| 1.  | Korea Północna U-17   | 3 | 3     | 0     | 0     | 22     | 0      | +22    | 9   |
| 2.  | Korea Południowa U-17 | 3 | 1     | 1     | 1     | 13     | 8      | +5     | 4   |
| 3.  | Filipiny U-17         | 3 | 1     | 1     | 1     | 7      | 8      | −1     | 4   |
| 4.  | Indonezja U-17        | 3 | 0     | 0     | 3     | 1      | 27     | −26    | 0   |

| 6 maja 2024 10:00 CET | Korea Północna U-17 · Ri 41' (k) · Ho 45+2', 54' · Jon 47', 51', 89' · Choe 60' | 7:0(2:0)Raport | Korea Południowa U-17 | Training Centre Bali United FC, Gianyar Sędzia: Yu Hong |
|                       |                                                                                 |                |                       |                                                         |

| 6 maja 2024 13:00 CET | Indonezja U-17 · Scheunemann 12' | 1:6(1:4)Raport | Filipiny U-17 · 6', 35' Pino · 22' Guy · 29' Markey · 54', 62' Collins | Stadion Kapten I Wayan Dipta, Gianyar Sędzia: Supiree Testhomya |
|                       |                                  |                |                                                                        |                                                                 |

| 9 maja 2024 10:00 CET | Filipiny U-17 | 0:6(0:4)Raport | Korea Północna U-17 · 17', 27' Jon · 24' Kang · 31' Pak · 48' Choe · 90+3' Son | Training Centre Bali United FC, Gianyar Sędzia: Azusa Sugino |
|                       |               |                |                                                                                |                                                              |

| 9 maja 2024 13:00 CET | Korea Południowa U-17 · Kim H. 13' · Han 34' · Beom 39' · Park 41' · Won 45+1', 50', 61', 86' · Kim Y. 59' · Baek 80', 82' · Seo 90+2' | 12:0(5:0)Raport | Indonezja U-17 | Stadion Kapten I Wayan Dipta, Gianyar Sędzia: Rebecca Durcau |
|                       | |                 |                |                                                              |

| 12 maja 2024 10:00 CET | Indonezja U-17 | 0:9(0:8)Raport | Korea Północna U-17 · 1', 10', 38', 40', 47' Choe · 11', 45+3' Kang · 14', 44' Ro | Stadion Kapten I Wayan Dipta, Gianyar Sędzia: Mahsa Ghorbani |
|                        |                |                |                                                                                   |                                                              |

| 12 maja 2024 10:00 CET | Korea Południowa U-17 · Beom 74' | 1:1(0:1)Raport | Filipiny U-17 · 38' Markey | Training Centre Bali United FC, Gianyar Sędzia: Veronika Bernatskaia |
|                        |                                  |                |                            |                                                                      |

### Grupa B
| Lp. | Drużyna        | M | Mecze | Mecze | Mecze | Bramki | Bramki | Bramki | Pkt |
| Lp. | Drużyna        | M | W     | R     | P     | +      | −      | +/−    | Pkt |
| --- | -------------- | - | ----- | ----- | ----- | ------ | ------ | ------ | --- |
| 1.  | Japonia U-17   | 3 | 3     | 0     | 0     | 12     | 1      | +11    | 9   |
| 2.  | Chiny U-17     | 3 | 2     | 0     | 1     | 6      | 4      | +2     | 6   |
| 3.  | Tajlandia U-17 | 3 | 1     | 0     | 2     | 3      | 8      | −5     | 3   |
| 4.  | Australia U-17 | 3 | 0     | 0     | 3     | 2      | 10     | −8     | 0   |

| 7 maja 2024 10:00 CET | Chiny U-17 · Zhou 5' · Xiao 63' · Zhang 77' | 3:0(1:0)Raport | Australia U-17 | Training Centre Bali United FC, Gianyar Sędzia: Veronika Bernatskaia |
|                       |                                             |                |                |                                                                      |

| 7 maja 2024 13:00 CET | Japonia U-17 · Shinjo 51' · Sakaki 65' · Tsuda 69', 87' | 4:0(0:0)Raport | Tajlandia U-17 | Stadion Kapten I Wayan Dipta, Gianyar Sędzia: Mahsa Ghorbani |
|                       |                                                         |                |                |                                                              |

| 10 maja 2024 10:00 CET | Tajlandia U-17 | 0:3(0:0)Raport | Chiny U-17 · 58' Song · 90' Zhang · 90+2' Chen | Training Centre Bali United FC, Gianyar Sędzia: Doumouh Al Bakkar |
|                        |                |                |                                                |                                                                   |

| 10 maja 2024 13:00 CET | Australia U-17 · dos Santos 90+6' | 1:4(0:2)Raport | Japonia U-17 · 3', 10' Sato · 65' Shinjo · 80' Hirakawa | Stadion Kapten I Wayan Dipta, Gianyar Sędzia: Yang Shu-ting |
|                        |                                   |                |                                                         |                                                             |

| 13 maja 2024 10:00 CET | Japonia U-17 · Fukushima 9' · Kikuchi 74', 76' · Nezu 90+5' | 4:0(1:0)Raport | Chiny U-17 | Stadion Kapten I Wayan Dipta, Gianyar Sędzia: Cha Min-ji |
|                        |                                                             |                |            |                                                          |

| 13 maja 2024 10:00 CET | Australia U-17 · Punch 31' | 1:3(1:1)Raport | Tajlandia U-17 · 38' Limpawanich · 67' Moondong · 90+7' Kitikhun | Training Centre Bali United FC, Gianyar Sędzia: Bui Thi Thu Trang |
|                        |                            |                |                                                                  |                                                                   |

## Faza pucharowa
W fazie pucharowej uczestniczą 4 zespoły, które awansowały z fazy grupowej. Ta część rywalizacji składa się z dwóch rund. Rozegrane zostaną półfinały. Zwycięzcy zagrają o tytuł mistrzowski. W każdym ze spotkań fazy pucharowej mecz zakończony w regulaminowym czasie remisem musi być rozstrzygnięty poprzez trzydziestominutową dogrywkę. Jeżeli wynik nadal pozostanie nierozstrzygnięty, następuje seria rzutów karnych.
|  |                       |                       |              |                   |   |                     |                     |       |
|  | Półfinały             | Półfinały             | Półfinały    |                   |   | Finał               | Finał               | Finał |
|  | Półfinały             | Półfinały             | Półfinały    |                   |   | Finał               | Finał               | Finał |
|  | 16 maja, Gianyar      |                       |              |                   |   |                     |                     |       |
|  |                       |                       |              |                   |   |                     |                     |       |
|  | Korea Północna U-17   | Korea Północna U-17   | 1            |                   |   |                     |                     |       |
|  | Korea Północna U-17   | Korea Północna U-17   | 1            | 19 maja, Gianyar  |   |                     |                     |       |
|  | Chiny U-17            | Chiny U-17            | 0            |                   |   |                     |                     |       |
|  | Chiny U-17            | Chiny U-17            | 0            |                   |   | Korea Północna U-17 | Korea Północna U-17 | 1     |
|  | 16 maja, Gianyar      |                       |              |                   |   | Korea Północna U-17 | Korea Północna U-17 | 1     |
|  |                       |                       | Japonia U-17 | Japonia U-17      | 0 |                     |                     |       |
|  | Japonia U-17          | Japonia U-17          | Japonia U-17 | Japonia U-17      | 0 | 3                   |                     |       |
|  | Japonia U-17          | Japonia U-17          |              |                   |   |                     |                     |       |
|  | Korea Południowa U-17 | Korea Południowa U-17 | 0            |                   |   |                     |                     |       |
|  | Korea Południowa U-17 | Korea Południowa U-17 | 0            | Mecz o 3. miejsce |   |                     |                     |       |
|  |                       |                       |              |                   |   |                     |                     |       |
|  | 19 maja, Gianyar      |                       |              |                   |   |                     |                     |       |
|  |                       |                       |              |                   |   |                     |                     |       |
|  | Chiny U-17            | Chiny U-17            | 1            |                   |   |                     |                     |       |
|  | Chiny U-17            | Chiny U-17            | 1            |                   |   |                     |                     |       |
|  | Korea Południowa U-17 | Korea Południowa U-17 | 2            |                   |   |                     |                     |       |
|  | Korea Południowa U-17 | Korea Południowa U-17 | 2            |                   |   |                     |                     |       |

UWAGA: W nawiasach podane są wyniki po rzutach karnych.

### Półfinały
| 16 maja 2024 08:00 CET | Japonia U-17 · Nezu 40' · Shinjo 68', 88' | 3:0(1:0)Raport | Korea Południowa U-17 | Stadion Kapten I Wayan Dipta, Gianyar Sędzia: Rebecca Durcau |
|                        |                                           |                |                       |                                                              |

| 16 maja 2024 12:00 CET | Korea Północna U-17 · Choe 11' | 1:0(1:0)Raport | Chiny U-17 | Stadion Kapten I Wayan Dipta, Gianyar Sędzia: Veronika Bernatskaia |
|                        |                                |                |            |                                                                    |

### Mecz o 3. miejsce
| 19 maja 2024 08:00 CET | Chiny U-17 · Dong 81' | 1:2(0:1)Raport | Korea Południowa U-17 · 13', 84' Phair | Stadion Kapten I Wayan Dipta, Gianyar Sędzia: Azusa Sugino |
|                        |                       |                |                                        |                                                            |

### Finał
| 19 maja 2024 12:00 CET | Korea Północna U-17 · Jon 46' | 1:0(0:0)Raport | Japonia U-17 | Stadion Kapten I Wayan Dipta, Gianyar Sędzia: Veronika Bernatskaia |
|                        |                               |                |              |                                                                    |

KOREA PÓŁNOCNA
 CZWARTY TYTUŁ

## Strzelczynie
Bramki z serii rzutów karnych nie są wliczane do klasyfikacji strzelców.

### 6 goli
- Jon Il-chong

### 5 goli
- Choe Il-son

### 4 gole
- Miharu Shinjo
- Won Ju-eun

### 3 gole
- Kang Ryu-mi

### 2 gole
- Zhang Kecan
- Natalie Collins
- Ariana Markey
- Alexa Pino
- Hana Kikuchi
- Ririka Nezu
- Momo Sato
- Anon Tsuda
- Baek Ji-eun
- Beom Ye-ju
- Casey Phair
- Ho Kyong
- Ro Un-hyang

### 1 gol
- Indiana dos Santos
- Lily Punch
- Chen Rui
- Dong Yujie
- Song Yu
- Xiao Jiaqi
- Zhou Xinyi
- Jael-Marie Guy
- Claudia Scheunemann
- Noa Fukushima
- Hina Hirakawa
- Manaka Sakaki
- Han Guk-hee
- Kim Hyo-won
- Kim Yee-un
- Park Ji-yu
- Choe Chong-gum
- Choe Rim-jong
- Choe Yon-a
- Pak Il-sim
- Ri Kuk-hyang
- Son Jo-ye
- Chutikan Kitikhun
- Kurisara Limpawanich
- Rinyaphat Moondong

## Nagrody
Na podstawie:
| Złota Piłka   | Złoty But    | Złota Rękawica | FIFA Fair Play |
| ------------- | ------------ | -------------- | -------------- |
| Miharu Shinjo | Jon Il-chong | Pak Ju-gyong   | Japonia U-17   |

## Klasyfikacja końcowa
| Miejsce                        | Reprezentacja         | Punkty | Bramki +/− | Bramki zdobyte |
| ------------------------------ | --------------------- | ------ | ---------- | -------------- |
| Strefa medalowa                |                       |        |            |                |
| złoto                          | Korea Północna U-17   | 15     | +24        | 24             |
| srebro                         | Japonia U-17          | 12     | +13        | 15             |
| brąz                           | Korea Południowa U-17 | 7      | +3         | 15             |
| 4.                             | Chiny U-17            | 6      | 0          | 7              |
| Wyeliminowane w fazie grupowej |                       |        |            |                |
| 5.                             | Filipiny U-17         | 4      | -1         | 7              |
| 6.                             | Tajlandia U-17        | 3      | -5         | 3              |
| 7.                             | Australia U-17        | 0      | -8         | 2              |
| 8.                             | Indonezja U-17        | 0      | -26        | 1              |

## Drużyny zakwalifikowane do Mistrzostw Świata U-17
W turnieju Mistrzostw Świata U-17 2024 w Dominikanie wezmą udział:
| Drużyna               | Sposób kwalifikacji             | Data kwalifikacji | Ostatni występ | Najlepszy wynik          |
| --------------------- | ------------------------------- | ----------------- | -------------- | ------------------------ |
| Japonia U-17          | Zwycięstwo w półfinale          | 16 maja 2024      | 2022           | Mistrzostwo (2014)       |
| Korea Północna U-17   | Zwycięstwo w półfinale          | 16 maja 2024      | 2018           | Mistrzostwo (2008, 2016) |
| Korea Południowa U-17 | Zwycięstwo w meczu o 3. miejsce | 19 maja 2024      | 2018           | Mistrzostwo (2010)       |